# Queen Elizabethöarna

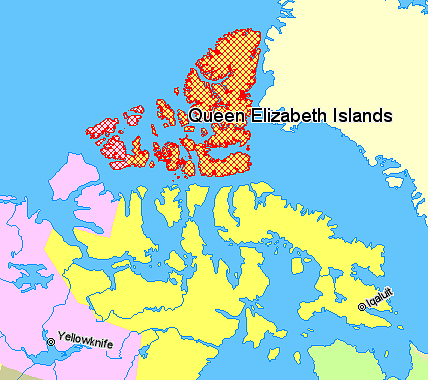
Karta som visar Queen Elizabethöarna.

Queen Elizabethöarna (engelska: Queen Elizabeth Islands, franska: Îles de la Reine-Élisabeth, tidigare kända som Parryöarna) är en ögrupp i nordligaste Kanada, omfattande bland annat Ellesmereön, Melvilleön och Sverdrupöarna. Större delen av ögruppen ligger i Nunavut, men en mindre del ligger i Northwest Territories. Den sammanlagda landytan är 418 961 km². De flesta av öarna är obebodda. Ögruppen fick sitt namn i samband med Drottning Elizabeth II:s kröning 1953.